# Tomatares vinaceus
Tomatares vinaceus is een insect uit de familie van de mierenleeuwen (Myrmeleontidae), die tot de orde netvleugeligen (Neuroptera) behoort. 
Tomatares vinaceus is voor het eerst wetenschappelijk beschreven door Kolbe in 1897.